# Préjano
Préjano est une commune de la communauté autonome de La Rioja, en Espagne.

## Démographie
| 1900 | 1910 | 1920 | 1930 | 1940 | 1950 | 1960 | 1970 | 1981 |
| ---- | ---- | ---- | ---- | ---- | ---- | ---- | ---- | ---- |
| 818  | 782  | 835  | 785  | 672  | 640  | 669  | 366  | 266  |

| 1991 | 2001 | 2010 | - | - | - | - | - | - |
| ---- | ---- | ---- | - | - | - | - | - | - |
| 215  | 210  | 237  | - | - | - | - | - | - |

## Administration

### Conseil municipal
La ville de Préjano comptait 214 habitants aux élections municipales du 26 mai 2019. Son conseil municipal (en espagnol : Pleno del Ayuntamiento) se compose donc de 5 élus.
| Parti | Parti                                    | Voix | %       | Élus  |
| ----- | ---------------------------------------- | ---- | ------- | ----- |
|       | Parti socialiste ouvrier espagnol (PSOE) | 94   | 57,67 % | 3 / 4 |
|       | Parti populaire (PP)                     | 59   | 36,20 % | 1 / 4 |
|       | Partido Riojano (PR+)                    | 6    | 3,68 %  | 0 / 4 |

### Liste des maires
| Mandat    | Maire | Maire                       | Parti |
| --------- | ----- | --------------------------- | ----- |
| 1979-1983 |       | José Gil Jiménez            | PSOE  |
| 1983-1987 |       | Marcelo Eguizábal Bobadilla | AP    |
| 1987-1991 |       | Jaime Sáenz Ocharri         | AP    |
| 1991-1995 |       | Dionisio Sota Ochoa         | PP    |
| 1995-1999 |       | Dionisio Sota Ochoa         | PP    |
| 1999-2003 |       | Dionisio Sota Ochoa         | PP    |
| 2003-2007 |       | Dionisio Sota Ochoa         | PP    |
| 2007-2011 |       | Santiago Jiménez García     | PSOE  |
| 2011-2015 |       | Santiago Jiménez García     | PSOE  |
| 2015-2019 |       | Eduardo Ruiz Cubillo        | PSOE  |
| 2019-2023 |       | Eduardo Ruiz Cubillo        | PSOE  |